# Mlhovina Tarantule
Mlhovina Tarantule (známá také jako 30 Doradus, NGC 2070) je velmi velká, pouhým okem viditelná emisní mlhovina. Nachází se v severovýchodní části Velkého Magellanova oblaku, jde o nejjasnější objekt v této nepravidelné galaxii. Název dostala podle svého vzhledu, připomíná pavouka – tarantuli. Nejprve byla kategorizována jako hvězda; že jde o mlhovinu, určil 5. prosince 1751 francouzský astronom Nicolas-Louis de Lacaille.

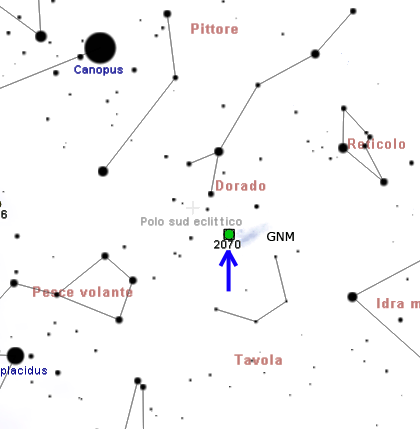
Poloha NGC 2070 v souhvězdí Mečouna

Je součástí rozsáhlého komplexu ionizovaného vodíku o hmotnosti asi 800 000 M☉. Její skutečný rozměr je přibližně 1000 ly. Jde o tak rozsáhlý objekt, že pokud by se tato mlhovina nacházela od Sluneční soustavy stejně daleko jako známá Mlhovina v Orionu, pokrývala by na nebeské sféře oblast asi 30° (60 měsíčních úplňků).
Vodík v mlhovině je ionizován horkými a mladými hvězdami a modrými veleobry v jejím jádru. Součástí mlhoviny je řada mladých hvězdokup, v mlhovině se také nachází nejaktivnější oblast překotného zrodu hvězd v celé Místní skupině galaxií.
V roce 1987 na okraji hvězdokupy vzplála supernova SN 1987A – první blízká supernova pozorovaná moderní technikou.

## Hvězdokupa R136

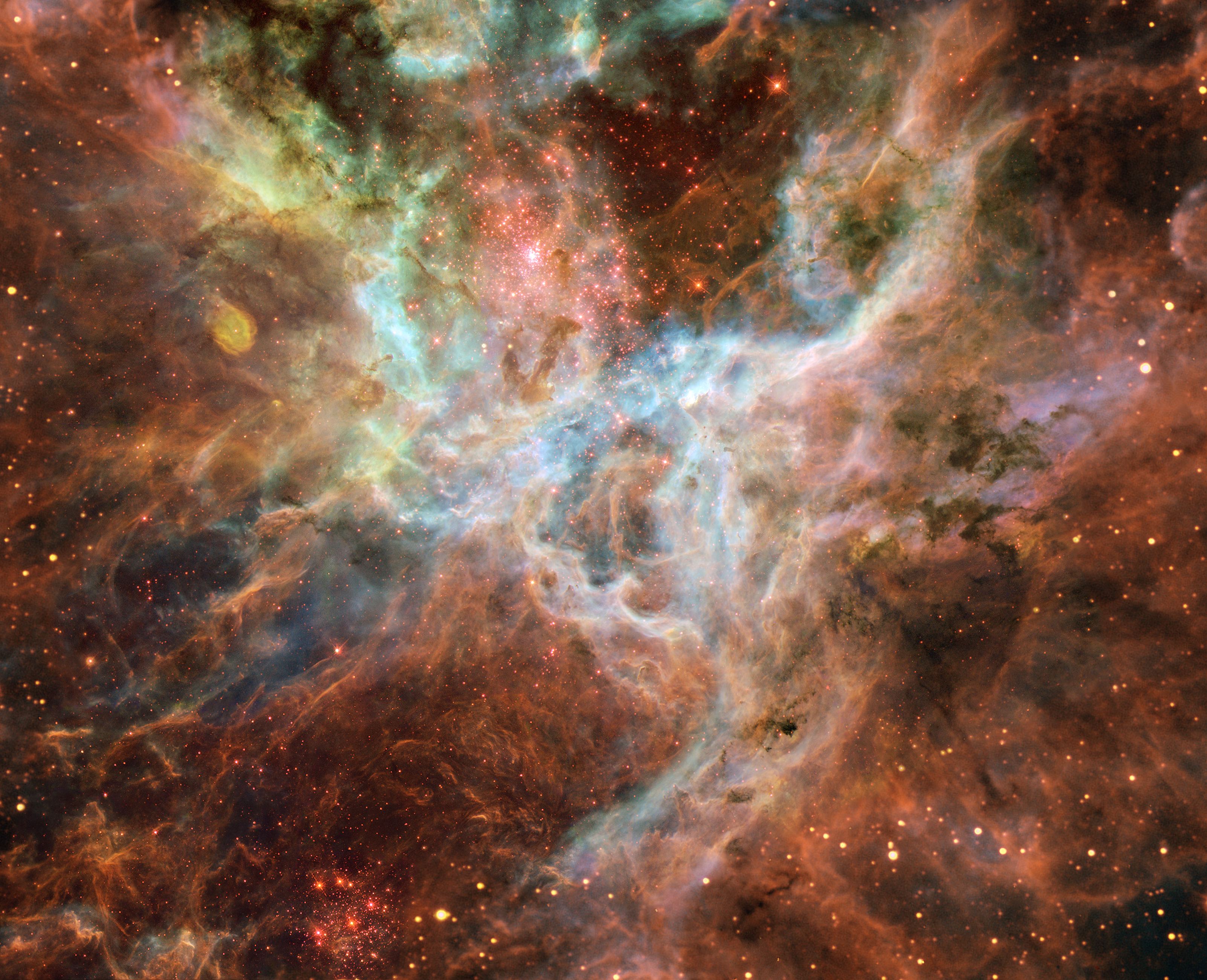
Centrální část mlhoviny Taratula. Mozaika 15 snímků z Hubbleova vesmírného dalekohledu (NASA/ESA)

V mlhovině Tarantule se, kromě mnoha jiných, také nachází velmi mladá hvězdokupa R136. V září roku 2001 v ní objevili astronomové Philip Massey, Laura R. Pennyová a Julia Vukovichová hvězdu, která byla v té době považována za nejtěžší známou ve vesmíru. Tato hvězda spektrální třídy O3 je jedna ze složek spektroskopické a zákrytové dvojhvězdy R136-38.
Pomocí spektrografu umístěném na Hubbleově vesmírném dalekohledu byly přesně změřeny parametry vzájemného oběhu obou složek této dvojhvězdy a z nich pak byla přesně určena jejich hmotnost. Hmotnost větší hvězdy v tomto páru byla určena na 56,9 ± 0,6 M☉, její průměr je asi devětkrát větší než průměr Slunce (tj. asi 12,6×106 km), její povrchová teplota 50 000 K. Slabší složkou této dvojhvězdy je hvězda spektrální třídy O6 s průměrem 6,4 slunečních průměrů a teplotou 42 000 K. Oběžná doba je tři dny a devět hodin.